# 妙正寺 (宇都宮市)

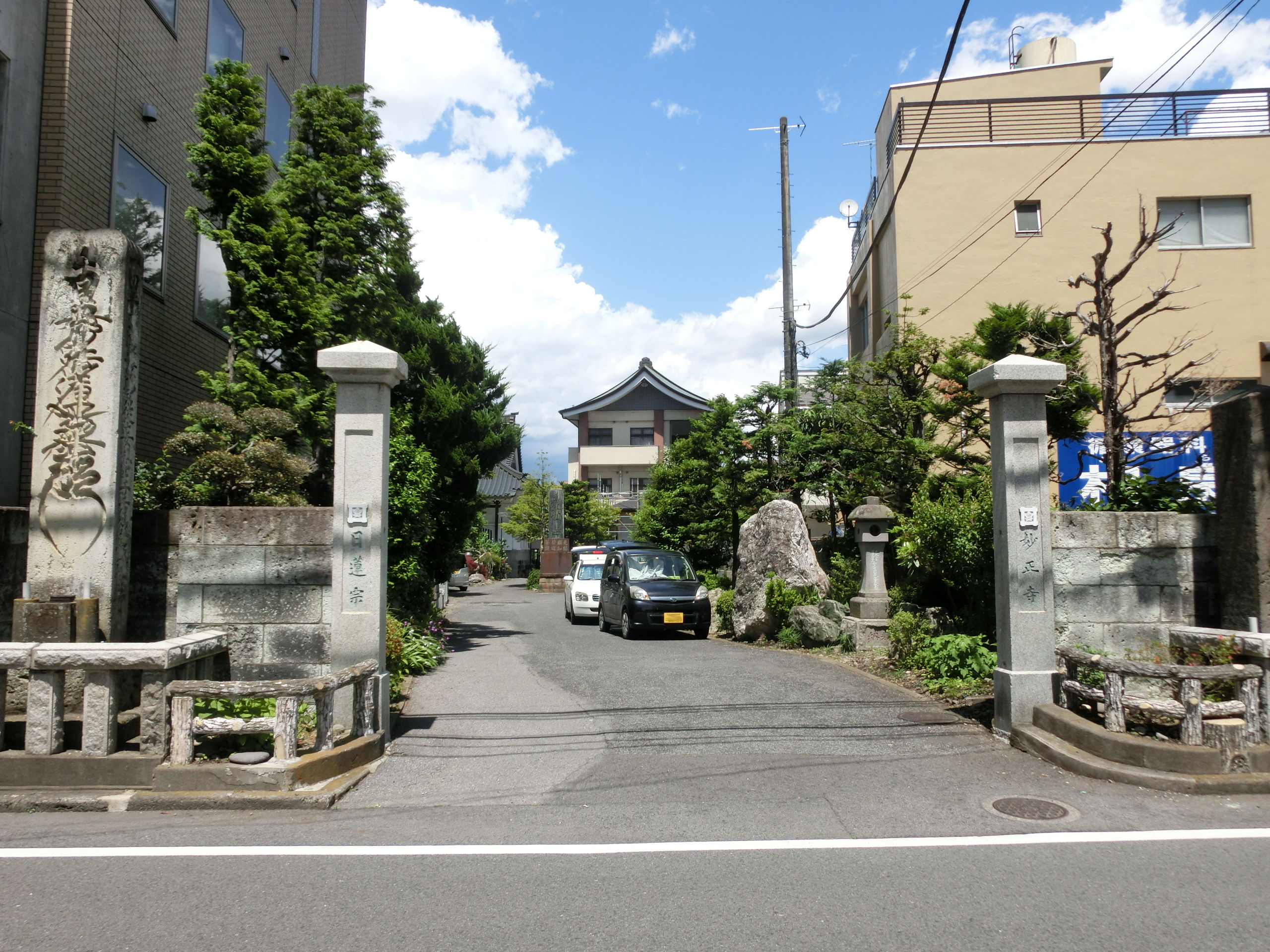
妙正寺

妙正寺（みょうしょうじ）は、栃木県宇都宮市大通り五丁目にある日蓮宗の寺院。旧本山は、池上本門寺。池上法縁。

## 歴史
- 文永2年（1265年）または文永11年（1274年）、日蓮を開基として妙正尼（宇都宮景綱の姉）が創建する。
  - のちに宇都宮城主から「安国教林」の額を授かり、末寺は45を擁した。
- 昭和20年（1945年）、宇都宮空襲で伽藍を焼失する。

## 寺宝
- 中老日法聖人親刻の日蓮聖人像

## 参考資料
- 栃木県史編さん委員会編『栃木県史 史料編 中世』栃木県
- 日蓮宗寺院大鑑編集委員会『宗祖第七百遠忌記念出版 日蓮宗寺院大鑑』大本山池上本門寺 (1981年)